# Tre små grisar (musikgrupp)
Tre små grisar är en musiktrio i Jönköping, som bildades 1987 och som sedan starten består av Göran Hallqvist, Håkan Bülow och Anders Tellander. De framför främst visor och gladjazz, blandat med blues, folkmusik och pop. De har omskrivits mycket i den lokala pressen, som Jönköpings-Posten och Smålands Folkblad. Deras repertoar består både av egna sånger, oftast skrivna av Göran Hallqvist, samt äldre sånger med nya texter. Sångerna framförs på bred Jönköpingsdialekt, och texterna handlar i allmänhet om Jönköpingstrakten.
I Jönköping har gruppen spelat på Mäster Gudmunds källare. Ombord på båten M/S Nya Skärgården spelade tre små grisar i mitten av 2001. Gruppen har även spelat för Visans vänner i Göteborg, på Visfestivalen i Västervik, i Hultsfred och i Södertälje, men också på andra håll i Sverige.
De har också gjort radioprogram under två säsonger.
Gruppen har satt upp tre stora shower: "Kära vänner" 1997, "Möe mer mä kära vänner" 1998 och "Käre vänner ä ute å ränner" 1999. De har även satt upp ett stycke på Smålands Musik & Teater.
1999 tilldelades Tre små grisar Jönköpings kommuns kulturstipendium för sitt humoristiska bruk av Jönköpingsdialekten.

## Diskografi
- Dingetalt på Mäster Gudmunds källare - 1996
- Oink, sju små truddelutter - 1997
- Vilse i Torparondellen - 1999
- Jul i stian - 2000
- Hunnamuschen - 2002
- Tre små skivor från förr - 2007

### Fotnoter
1. ↑  Sofia Wessman (26 februari 2009). ”Jönköpingska ä gött!”. Högskolan i Jönköping. http://www.diva-portal.org/smash/get/diva2:302264/FULLTEXT01.pdf. Läst 1 januari 2014.